# Feldflieger-Abteilung 48
Feldflieger-Abteilung Nr. 48 – FFA 48 (Polowy oddział lotniczy nr 48) – jednostka obserwacyjna i rozpoznawcza lotnictwa niemieckiego Luftstreitkräfte z początkowego okresu I wojny światowej.

## Informacje ogólne
Jednostka została utworzona na początku I wojny światowej, w dniu 7 listopada 1914 roku z Festungsfliegerabteilung 9 w Głogowie i weszła w skład większej jednostki Batalionu Lotniczego nr 2. Jednostka uczestniczyła w walkach na frontach zachodnim, wschodnim oraz w Rumunii.
11 stycznia 1917 roku jednostka została przeformowana i zmieniona we Fliegerabteilung 10 – (FA 10).
W jednostce służyli m.in. Karl Thom, późniejszy as Jagdstaffel 21 z 21 zwycięstwami powietrznymi. Hans von Freden as myśliwski należący do Balloon Buster i Wilhelm Schulz. W jednostce służył także niemiecki grafik i architekt Otto Firle, twórca m.in. logotypów Lufthansa, Deutsche Postgeschichte czy Deutsche Reichsbahn.

## Dowódcy eskadry
| Stopień | Nazwisko         | Okres |
| ------- | ---------------- | ----- |
| kapitan | Alfred Schinzing |       |